# Spoorlijn Frémicourt - Quéant
De Spoorlijn Frémicourt - Quéant was een Franse spoorlijn van Frémicourt naar Quéant. De lijn was 4 km lang.

## Geschiedenis
De lijn werd aangelegd door de Deutsches Heer in 1914, na de Eerste Wereldoorlog is de lijn tot 1962 in gebruik geweest voor personenvervoer en tot 1969 voor goederen.

## Aansluitingen
In de volgende plaatsen was er een aansluiting op de volgende spoorlijnen:
Frémicourt
lijn tussen Achiet en Marcoing
Quéant
RFN 259 656, spoorlijn tussen Boisleux en Cambrai